# 怪醫黑傑克 (動畫)
《怪醫黑傑克》是以手塚治虫的漫畫《怪醫黑傑克》為原作，從2004年至2006年在讀賣電視台播出的電視動畫。故事標語是「憑著神奇的開刀技術，不斷創造奇蹟的生命藝術家，時代渴求的天才外科醫生，黑傑克」。
《怪醫黑傑克21》為電視動畫《怪醫黑傑克》續篇的電視動畫。

## 故事簡介
怪醫黑傑克
怪醫黑傑克21

### 播出的自肅・延期
由於作品性質上多以自然或人為災害居多，部分原定播放的動畫集數因與日本當時實際的災害事件同時發生，為避免聯想，電視台進行放送自肅並延期播放。
例如，原定在2004年10月25日首播的「Karte03：狗扒手」，同時應是常態角色拉格首次登場的集數，但因在播放前2天的23日發生新潟縣中越地震，該集數延後播放，當天改以第1回「Karte00：手術的順序」重播代替。
之後，在2005年5月23日播放的「Karte28：荒野的傳染病」後，原預定於同月30日播放下集「搖晃的手術室」，但「搖晃的手術室」劇中出現「因電車震動無法進行手術」的情節，避免與播放前的4月25日所發生的JR福知山線出軌事故聯想而延後播放。
上述延後播放的集數，「搖晃的手術室」於2005年7月4日播放，「Karte03：狗扒手」於2006年7月17日播放，其中「Karte03：狗扒手」於首播當時是以「Special Karte：狗扒手」作為標題，之後讀賣電視台重播及其他播放平台播出時改以『Karte03』作為集數標題。

## 與原作的差異
- 黑皇后篇，桑田洛美的丈夫原作叫洛克，動畫叫綠郎。
- 小島篇，清水聖美原作最後遇上山崩傷重不治，動畫被黑傑克救活。
- 消失的針篇，原作患者是一位不知名病患，動畫是寫樂。
- 更換眼角膜篇，原作患者是一位不知名病患，動畫是本間久美子；眼角膜的捐贈者原作是被殺害，動畫是因車禍而死；看到的人影原作是殺害捐贈者的犯人，動畫是捐贈者的未婚夫。
- 擁有過去的兩人再次重逢篇，小幸受傷原作是被橘透開車撞倒，動畫是被飆車族搶皮包後遭拖行摔倒；小幸恢復記憶原作是做菜時不慎猜刀掉落腳邊受到驚嚇，動畫是站在板凳上換電燈泡時不小心跌下來。
- 兩個皮諾可篇綠美原作中最後死去，動畫則是存活。
- 在機場替黑傑克擋子彈而犧牲的原作是小蓮，動畫是紅蜥蜴。
- 拉格在原作中因地震房屋倒塌被壓死，動畫則被黑傑克救活，並成為黑傑克家的一員。
- 本間久美子在原作是罹患滿月病，動畫是白內障。
- 永不停止的戰爭中，原作路南最後被強迫當兵，最後戰死，子彈正巧打中黑傑克開刀的位置上。動畫改為黑傑克從電視新聞中看見路南被強迫加入軍隊後，參加行軍的畫面，並未戰死。

## 故事劇情
怪醫黑傑克
黑傑克本名間黑男，黑男自幼時因父親因婚外情而私奔及離棄他，因此他和母親一起生活。某日黑男與他的母親出遊，因工程商的人為疏失誤觸未爆彈引發爆炸，黑男的母親送醫後不治，黑男剛開始一度瀕死但終於被擁有高明醫術的本間丈太郎醫師給救活。黑男在失去母親與痛苦的復健過程中依然堅強地活著的動力只有兩個：成為和本間醫師一樣的一流外科醫師，以及報復謀害母親的工程商關係人。若干年後，間黑男果真習得世界頂尖的外科技術，不過由於對醫學的理念不見容於醫學界導致醫師執照被吊銷，但他仍憑其高超的醫術自己開診所並向病患收取鉅額手術費。人們稱這位無照行醫的外科天才為：黑傑克。
怪醫黑傑克21
黑傑克在一次事件中發現父親當初離開他與母親時另有隱情以及二十一年前那場未爆彈的事故並非意外而是一個神秘組織所為。那個神秘組織不但要取黑傑克的生命，其組織背後跟他父親的過去也脫不了關係，黑傑克為了找出他父親的過去經歷以及神秘組織的目的，他和他的助手皮諾可展開危險的冒險之旅。

## 各話標題

### 怪醫黑傑克
| 集數               | 日文標題 （原題） | 中文標題 （原題）                     | 腳本       | 分鏡          | 演出       | 作畫監督        | 角色設計                                                                    | 配音人員（日本／香港／台灣） |
| Prologue           |                   | 黑傑克誕生                            |            |               |            | 神村幸子        |                                                                             | |
| Karte00            |                   | 手術的順序                            | 吉村元希   | 桑原智        | 桑原智     | 瀨谷新二        |                                                                             | - 田中代議士 （寶龜克壽／譚炳文／賀宇傑） |
| Karte01            |                   | 消失的針 （針）                       | 大和屋暁   | 吉村文宏      | 吉村文宏   | 內田裕          |                                                                             | - 山田野 （大木民夫／黃子敬／孫中台） - 金剛 （岩田光央／李錦綸／吳文民） |
| Karte02            |                   | 螞蟻之足                              | 桑原智     | 平田敏夫      | 荻原露光   | 西城隆詞        | 神村幸子                                                                    | - 光男 （阪口大助／黃榮璋／賀宇傑） |
| Karte03            |                   | 狗扒手                                | 森田眞由美 | 森田浩光      | 棚橋一徳   | 山本徑子        | 神村幸子                                                                    | - コング （岩田光央／李錦綸／吳文民） |
| Karte04            |                   | 醫生遊戲                              | 竹内啓雄   | 杉野昭夫      | 鈴木卓夫   | 杉野昭夫        |                                                                             | - 基頓 （緒方惠美／袁淑珍／賀宇傑） - 茶子 （谷井明日香／張頌欣／董錦萍） - 金剛 （岩田光央／李錦綸／吳文民） |
| Karte05            |                   | 六等星的男人 （六等星）               | 千葉克彦   | 西田正義      | 西田正義   | 西田正義        |                                                                             | - 椎竹醫師 （小林修／黃健強／孫中台） |
| Karte06            |                   | 師生之間                              | 吉村元希   | 森田浩光      | 矢野篤     | 瀨谷新二        |                                                                             | - 村正醫師 （鄉里大輔／梁志達／孫中台） - 久男 （中山依里子／張頌欣／汪世瑋） |
| Karte07            |                   | 小白獅                                | 桑原智     | 西田正義      | 西田正義   | 西田正義        |                                                                             | - 魯那魯那 （谷井明日香／-／楊凱凱） - コング （岩田光央／李錦綸／吳文民） |
| Karte08            |                   | 奇蹟的手臂 （兩份愛情）               | 森田眞由美 | 吉村文宏      | 吉村文宏   | 內田裕          |                                                                             | - 阿拓 （堀川亮／黃啟昌／李世揚） - 有馬明 （田中秀幸／劉昭文／林谷珍） - 有馬律子 （佐久間玲／程文意／詹雅菁） |
| Karte09            |                   | 求人之水                              | 大和屋暁   | 桑原智        | 萩原露光   | 西城隆詞        | 神村幸子                                                                    | - 優一的母親 （香椎くに子、熊谷ニーナ（昔）／區瑞華／汪世瑋） - 手瀬間優一 （田中和実、谷井明日香（童年）／盧國權、林丹鳳（童年）／賀宇傑、楊凱凱（童年）） - 優一的妻子 （鵜飼留美子／陸惠玲／楊凱凱）                                             |
| Karte10            |                   | 火鳥傳說 （不死鳥）                   | 千葉克彦   | 青山弘        | 青山弘     | 古佐小吉重      |                                                                             | - 米莉安 （川村万梨阿／陸惠玲／雷碧文） |
| Karte11            |                   | 殺人鯨的禮物 （殺人鯨之歌）           | 桑原智     | 吉村文宏      | 吉村文宏   | 內田裕          |                                                                             | - 鯨岡 （辻親八／盧國權／林谷珍） - 鯨岡的兒子 （三木眞一郎／鄺樹培／李世揚） |
| Karte12            |                   | 把哥哥還給我                          | 森田眞由美 | 森田浩光      | 矢野篤     | 瀨谷新二        |                                                                             | - 行男 （津村真琴／謝潔貞／傅其慧） - 高男 （中村大樹／鄺樹培／林谷珍） |
| Karte13            |                   | 海盜手                                | 竹内啓雄   | 杉野昭夫      | 竹内啓雄   | 杉野昭夫        |                                                                             | - 一之關和男 （津久井教生／陳卓智／李世揚） - 古河敏江 （吉田小南美／曾秀清／傅其慧） - 谷川 （上田祐司／黃榮璋／曹冀魯） |
| Karte14            |                   | 動吧所羅門                            | 大和屋暁   | 青山弘        | 青山弘     | 古佐小吉重      | 神村幸子                                                                    | - 武藏 （佐佐木望／黃榮璋／李世揚） - 小次郎 （森久保祥太郎／黃啟昌／林谷珍） |
| Karte15            |                   | 虛偽的婚禮 （短暫的愛）               | 千葉克彦   | 森田浩光      | 吉村文宏   | 杉野昭夫        |                                                                             | - 青鳥滿 （川澄綾子／黎桂芳／雷碧文） - 久磨 （松本保典／黎景全／賀宇傑） - 女醫 （田中敦子／曾佩儀／楊凱凱） |
| Karte16            |                   | 皮諾可失蹤記 （把皮諾可還來！）       | 竹内啓雄   | 森田浩光      | 矢野篤     | 瀨谷新二        |                                                                             | - 源吉 （菅原淳一／陳永信／吳文民） - 源吉的妻子 （木下祐子／黎桂芳／楊凱凱） - 廣子 （谷井明日香／曾佩儀／雷碧文） |
| Karte17            |                   | 失聲的偶像 （悲鳴）                   | 吉村元希   | 桑原智        | 上野史博   | 內田裕          |                                                                             | - 朝戶麗 （國府田麻理子／曾秀清／詹雅菁） - ヤンキー （檜山修之／馮錦堂／-） |
| Karte18            |                   | 網路友情 （哈囉─CQ）                  | 千葉克彦   | 森田浩光      | 吉村文宏   | 山本徑子        | 神村幸子                                                                    | - 小純 （松本梨香／謝潔貞／李世揚） - 湯姆士 （浅川悠／曾秀清／林谷珍） |
| Karte19            |                   | 加油吧古和醫院 （古和醫院）           | 西田正義   | 西田正義      | 西田正義   | 西田正義        |                                                                             | - 古和醫師 （龍田直樹／譚炳文／林谷珍） |
| Karte20            |                   | 山手線的阿哲                          | 竹內啓雄   | 杉野昭夫      | 矢野篤     | 杉野昭夫        |                                                                             | - 友引刑事 （内海賢二／馮錦堂／李世揚） |
| Karte21            |                   | 第一陣春風 （春光爛漫）               | 會川昇     | 森田浩光      | 土屋日     | 山本徑子        | 神村幸子                                                                    | - 岸田 （松本大／蘇強文／李世揚） |
| Karte22            |                   | 皮諾可長大計劃 （皮諾可的愛情故事）   | 大和屋暁   | 西田正義      | 西田正義   | 齊藤圭太        | 西田正義                                                                    | - 小椿 （鉄炮塚葉子／何璐怡／傅其慧） |
| Karte23            |                   | 豪雨期間的戀情 （土石流）             | 吉村元希   | 西田正義      | 西田正義   | 齊藤圭太        | 西田正義                                                                    | - 清水清美 （沢海陽子／陸惠玲／詹雅菁） - 權太 （坂本千夏／袁淑珍／傅其慧） |
| Karte24            |                   | 那達雷的挑戰 （狂鹿那達雷）           | 手塚眞     | 平田敏夫      | 吉村文宏   | 內田裕          |                                                                             | - 大江戶大吾 （古谷徹／梁偉德／林谷珍） - 大西美嘉（佐佐木優子／張頌欣／詹雅菁） - 西鄉（小野大輔／鄺樹培／-） |
| Karte25            |                   | 霍亂風波 （霍亂疑雲）                 | 千葉克彦   | 森田浩光      | 土屋日     | 村上勉          | 神村幸子                                                                    | - 安東先生 （千葉繁／林國雄／林谷珍） |
| Karte26            |                   | 算盤天才 （奇妙的舌頭）               | 森田眞由美 | 鈴木卓夫      | 青山弘     | 古佐小吉重      | 神村幸子                                                                    | - 村岡映兒 （小林優／區瑞華／傅其慧） - 映兒的父親 （成田劍／潘文柏／林谷珍） - 佐伯老師 （松井菜櫻子／曾秀清／楊凱凱） |
| Karte27            |                   | 尖端科技的悲劇 （地下室）             | 小林弘利   | 古瀬登        | 古瀬登     | 杉野昭夫        |                                                                             | - 虎ノ門 （石田太郎／-／-） - 羽夢 （江原正士／-／-） - 田町 （緒方賢一／-／-） - 八重洲 （藤本譲／-／-） - 丸ノ内 （メッセンジャー黒田／-／-） |
| Karte28            |                   | 荒野的傳染病 （野狗）                 | 桑原智     | 森田浩光      | 鈴木卓夫   | 吉村昌輝        | 神村幸子                                                                    | - 大男 （楠見尚己／-／-） - フォル （石井真／-／-） - ハムエッグ （島田敏／-／-） |
| Karte29            |                   | 生命之花                              | 森田眞由美 | 吉村文宏      | 吉村文宏   | 內田裕          |                                                                             | - 永湖園 （島本須美／黎桂芳／傅其慧） - 永湖清水 （麦人／陳曙光／孫中台） |
| Karte30            |                   | 雷雲中的手術 （山陰轉晴）             | 桑原智     | 西田正義      | 西田正義   | 齊藤圭太 篠原隆 | 西田正義                                                                    | - 水原 （伊藤美紀／鄭麗麗／林美秀） - リッキー （清水マリ／蔡惠萍／林美秀） - 藪醫師 （大川透／招世亮／孫中台） |
| Karte31            |                   | 20年後的暗示                          | 吉村元希   | 桑原智        | 鈴木卓夫   | 吉村昌輝        | 神村幸子                                                                    | - 淺草醫師 （飯塚昭三／招世亮／孫中台） |
| Karte32            |                   | 藍色大海的恐怖 （藍色的恐怖）         | 千葉克彦   | 桑原智        | 土屋日     | 金子匡邦        | 神村幸子                                                                    | - 太一 （田中真弓／黃鳳英／傅其慧） - 太一的父親 （水鳥鐵夫／林保全／孫中台） |
| Karte33            |                   | 來自空中的侵略者 （侵略者）           | 千葉克彦   | 桑原智        | 土屋日     | 山本徑子        | 神村幸子                                                                    | - 小悟 （松本梨香／李致林／傅其慧） - 小悟的母親 （潘惠子／黃玉娟／楊凱凱） - ヒーロー （結城比呂／劉昭文／曹冀魯） |
| Karte34            |                   | 搖晃的手術室 （震動）                 | 大和屋暁   | 青山弘        | 青山弘     | 古佐小吉重      | 神村幸子                                                                    | - 小泉八也 （桜井敏治／陳卓智／吳文民） - 八也的妻子 （勝生真沙子／沈小蘭／傅其慧） |
| Karte35            |                   | 劫持醫院                              | 森田眞由美 | 西田正義      | 西田正義   | 齊藤圭太 篠原隆 | 西田正義                                                                    | - ボス （屋良有作／陳永信／-） - ケン （檜山修之／-／-） - ゴリ （中井和哉／-／-） - マサ （石井真／-／-） |
| Karte36            |                   | 未完成的海岬之家 （未完成的房子）     | 大和屋暁   | 福島一三      | 青山弘     | 古佐小吉重      | 神村幸子                                                                    | - 丑五郎 （青野武／招世亮／孫中台） - 丑五郎的弟子 （岩田光央／黃啟昌／吳文民） |
| Karte37            |                   | 海豚與強盜集團 （海上陌客）           | 吉村元希   | 鈴木卓夫      | 鈴木卓夫   | 吉村昌輝        | 神村幸子                                                                    | - テツ （石井康嗣／林保全／-） - トモ （鉄野正豊／李致林／-） - ジロー （草尾毅／翟耀輝／-） |
| Karte38            |                   | 向未知者的挑戰 （向未知挑戰）         | 小林弘利   | 森田浩光      | 竹内啓雄   | 杉野昭夫        |                                                                             | - 僧侶 （玄田哲章／陳永信／林谷珍） |
| Karte39            |                   | 永不停止的戰爭                        | 手塚眞     | 吉村文宏      | 吉村文宏   | 內田裕          |                                                                             | - 路南 （保志総一朗／黃啟昌／林谷珍） - 路南的母親 （久保田民繪／蔡惠萍／詹雅菁） |
| Karte40            |                   | 假人與警官                            | 吉村元希   | 青山弘        | 水野健太郎 | 古佐小吉重      |                                                                             | - 鈴田小太郎 （難波圭一／潘文柏／孫中台） - 看護師 （伊藤美紀／曾秀清／詹雅菁） |
| Karte41            |                   | 手術與電影的奇蹟 （兩捲膠卷）         | 小林弘利   | 森田浩光      | 牧野吉高   | 金子匡邦        | 神村幸子                                                                    | - 斯格爾天馬 （石塚運昇／雷霆／孫中台） - 辰巳醫師 （宮本充／蘇強文／賀宇傑） |
| Karte42            |                   | 人生的誤診 （誤診）                   | 森田眞由美 | 鈴木卓夫      | 鈴木卓夫   | 吉村昌輝        | 神村幸子                                                                    | - 太腹院長 （江原正士／盧國權／孫中台） - 伊東医師 （菊池正美／蘇強文／于正昇） - 患者 （長嶝高士／黃子敬／魏伯勤） |
| Karte43            |                   | 萎縮                                  | 桑原智     | 吉村文宏      | 吉村文宏   | 內田裕          | 西田正義                                                                    | - 戶隱老師 （青野武／源家祥／梁興昌） |
| Karte44            |                   | 皮諾可誕生 （畸形嚢腫）               | 手塚眞     | 古瀬登 宍倉敏 | 宍倉敏     | 平野繪美        | 神村幸子                                                                    | - 嚢腫 （日高範子／梁少霞／楊凱凱） - 患者(皮諾可的姐姐) （大原沙耶香／何璐怡／林美秀） - 可仁博士 （龍田直樹／陳永信／吳文民） |
| Karte45            |                   | 愛笑的同學 （笑口常開）               | 大和屋暁   | 西田正義      | 西田正義   | 齊藤圭太 篠原隆 | 西田正義                                                                    | - 上戶翔 （高戶靖廣／伍秀霞（少年）、馮錦堂（青年）／林谷珍） |
| Karte46            |                   | 文化祭的保鏢 （他回來了）             | 桑原智     | 森田浩光      | 土屋日     | 山本徑子        | 神村幸子                                                                    | - 裘斯 （吉野裕行／陳廷軒／吳文民） - hiro （hiro（特別出演）／陳凱婷／-） |
| Karte47            |                   | 雪原上的小提琴 （名琴）               | 小林弘利   | 福島一三      | 水野健太郎 | 古佐小吉重      | 神村幸子                                                                    | - 艾力克斯・莫索夫 （肝付兼太／陳永信／賀宇傑） |
| Karte48            |                   | 知更鳥與少年                          | 森田眞由美 | 森田浩光      | 牧野吉高   | 金子匡邦        | 神村幸子                                                                    | - 幸男 （朴璐美／黎景全／傅其慧） |
| Karte49            |                   | 人面瘡的真心話 （人面瘡）             | 竹内啓雄   | 鈴木卓夫      | 鈴木卓夫   | 吉村昌輝        | 神村幸子                                                                    | - 人面瘡患者 （関俊彦／雷霆／于正昇） - 人面瘡 （寶龜克壽／雷霆／賀宇傑） |
| Karte50            |                   | 分裂的兄弟 （兄弟）                   | 大和屋暁   | 森田浩光      | 土屋日     | 山本徑子        | 神村幸子                                                                    | - 横山英三 （鹽屋浩三、一龍齋貞友（童年）／陳永信、陳卓智（童年）／賀宇傑、董錦萍（童年）） - 横山英一 （松岡文雄／梁志達、李致林（童年）／于正昇、傅其慧（童年）） - 横山英治 （鳥海勝美／陳卓智／曹冀魯）                                         |
| Karte51            |                   | 傳聞中的瞎子醫生 （盲醫師）           | 吉村元希   | 吉村文宏      | 吉村文宏   | 片山美雪        | 片山美雪                                                                    | - 琵琶丸 （野澤那智／陳永信／賀宇傑） - 山田野 （大木民夫／黃子敬／林谷珍） |
| Karte52            |                   | 目擊者                                | 大和屋暁   | 高柳哲司      | 水野健太郎 | 古佐小吉重      | 神村幸子                                                                    | - 下駄警部 （稻葉實／梁志達／吳文民） - 水原裕子 （坂本真綾／陸惠玲／汪世瑋） - 諏訪道彥 （安原義人／張炳強／曹冀魯） - 齊藤朋之 （石井真／黃榮璋／曹冀魯） - 大和屋曉 （三木眞一郎／黎景全／孫中台） - 手塚眞 （手塚眞(特別出演)／馮錦堂／吳文民） |
| Karte53            |                   | 鐵櫃的搖籃 （嬰兒之歌）               | 森田眞由美 | 森田浩光      | 牧野吉高   | 金子匡邦        | 神村幸子                                                                    | - マギー （皆川純子／程文意／-） - ミカ （大本眞基子／-／-） - リサ （渡辺明乃／-／-） |
| Karte54            |                   | 虛假母子的幸與不幸 （幸運兒）         | 大和屋暁   | 角銅博之      | 鈴木卓夫   | 吉村昌輝        | 神村幸子                                                                    | - 阿吉吉 （江川央生／陳卓智／賀宇傑） - 天堂一郎、整形後的阿吉吉 （真殿光昭／李錦綸／林谷珍） - 一郎的母親 （有馬瑞香／黃鳳英／傅其慧） |
| Karte55            |                   | 生命的月台 （女人的故事）             | 小林弘利   | 西田正義      | 西田正義   | 齊藤圭太 篠原隆 | 西田正義                                                                    | - 花村和恵 （莊真由美／林元春／傅其慧） - 登駒士郎 （井上和彦／潘文柏／賀宇傑） |
| Karte56            |                   | 縫合皮膚的捐贈者 （朋友，你在何方）   | 竹内啓雄   | 吉村文宏      | 水野健太郎 | 古佐小吉重      | 神村幸子                                                                    | - 貴治（矢尾一樹、三田友子（少年）／翟耀輝、袁淑珍（少年）／賀宇傑、傅其慧（少年）） |
| Karte57            |                   | 皮諾可的考試日記 （精力充沛的皮諾可） | 小林弘利   | 鈴木卓夫      | 土屋日     | 山本徑子        | 神村幸子                                                                    | － |
| Karte58            |                   | 老人與大樹 （老人與樹）               | 大和屋暁   | 鈴木卓夫      | 鈴木卓夫   | 吉村昌輝        | 神村幸子                                                                    | - 老人 （納谷六朗／陳曙光／孫中台） |
| Karte59            |                   | 黑皇后                                | 吉村元希   | 西田正義      | 西田正義   | 齊藤圭太 篠原隆 | 西田正義                                                                    | - 桑田木實（松井菜桜子／沈小蘭／-／傅其慧） - 間久部綠郎 （緑川光／雷霆／吳文民） |
| Karte60            |                   | 擁有過去的兩人再次重逢 （重逢）       | 森田眞由美 | 角銅博之      | 牧野吉高   | 金子匡邦        | 神村幸子                                                                    | - 橘透 （小野坂昌也／黃啟昌／吳文民） - 幸 （松谷彼哉／陳凱婷／傅其慧） |
| Karte61 （最終話） |                   | 兩個皮諾可                            | 森田眞由美 | 吉村文宏      | 鈴木卓夫   | 吉村昌輝        | 神村幸子                                                                    | - 綠美 （本多知恵子／陳凱婷／傅其慧） - 津久田醫師（保志総一朗／黃啟昌／吳文民） |
| Special Karte\|    |                   | 樹海的鐮鼬 （殺人魔）                 | 森田眞由美 | 手塚眞        | 長尾粛     | 井上善勝        | - 戴維特 （折笠愛／黃玉娟／詹雅菁） - 克隆尼博士 （市川治／陳永信／孫中台） | |

### 怪醫黑傑克21
| 集數  | 日文標題 （原題） | 中文標題 （原題）                          | 腳本       | 分鏡     | 演出     | 作畫監督          | 角色設計 | 配音人員（日本／台灣／香港） |
| 21-01 |                   | 醫師證照回來的日子 （報復・獅面病）        | 手塚眞     | 手塚眞   | 吉村文宏 | 內田裕            |          | - 醫師會長 （大塚周夫／孫中台／張炳強） - 波凱利尼 （大木民夫／吳文民／盧國權）                                                       |
| 21-02 |                   | BJ與父親的重逢 （最美麗的容顏）            | 隅沢克之   | 桑原智   | 桑原智   | 瀨谷新二          | 神村幸子 | 不適用 |
| 21-03 |                   | 悲傷的皮諾可 （皮諾可歸來）                | 隅沢克之   | 西田正義 | 西田正義 | 齊藤圭太 篠原隆   | 西田正義 | - ナイロン （菅原淳一／孫中台／陳卓智） - 佐伯醫師 （島田敏／吳文民／潘文柏） - 佐伯婦人 （伊藤美紀／詹雅菁／沈小蘭）                 |
| 21-04 |                   | 北歐的黑色天使 （替身）                    | 隅沢克之   | 森田浩光 | 竹内啓雄 | 杉野昭夫          |          | - 蘇西 （桃井晴子／董錦萍／沈小蘭） - 蘇西的母親 （江森浩子／詹雅菁／林丹鳳） - 副院長 （中田譲治／吳文民／李錦綸）                   |
| 21-05 |                   | 機械手臂 （醫院）                          | 桑原智     | 牧野吉高 | 牧野吉高 | 金子匡邦          | 瀨谷新二 | - 特里頓 （緒方惠美／詹雅菁／曹啟謙）                                                                                                 |
| 21-06 |                   | 空中醫院 （腫瘍剋星）                      | 加藤陽一   | 森田浩光 | 鈴木卓夫 | 中川航            |          | 不適用 |
| 21-07 |                   | 百億圓的生命約定 （互助）                  | 森田眞由美 | 桑原智   | 吉村文宏 | 片山美雪          |          | - 蟻谷 （古川登志夫／吳文民／陳卓智） - 羅森巴克 （秋元羊介／吳文民／盧國權）                                                         |
| 21-08 |                   | 65年後的清醒 （浦島太郎）                  | 手塚眞     | 桑原智   | 桑原智   | 瀨谷新二          |          | - 莫琳·摩根 （佐久間玲／楊凱凱／沈小蘭） - 希由·摩根 （野田順子／詹雅菁／陳卓智→李錦綸→盧國權）                                       |
| 21-09 |                   | 心臟的刻印 （本間血腫）                    | 隅沢克之   | 森田浩光 | 竹内啓雄 | 杉野昭夫          |          | - 凱薩琳·巴特 （峰あつ子、小野涼子（年輕）／詹雅菁／袁淑珍、鄭麗麗（年輕）） - 比爾·巴特 （松本保典／吳文民、楊凱凱（童年）／梁志達） |
| 21-10 |                   | 紐約的奇蹟 （老婦的回憶）                  | 隅沢克之   | 内田裕   | 吉村文宏 | 內田裕            | 不適用   | - 凱薩琳·巴特 （峰あつ子、小野涼子（年輕）／詹雅菁／袁淑珍、鄭麗麗（年輕）） - 比爾·巴特 （松本保典／吳文民、楊凱凱（童年）／梁志達） |
| 21-11 |                   | 神秘醫師的宿命 （瓣膜）                    | 吉村文宏   | 吉村文宏 | 吉村文宏 | 片山美雪          |          | 不適用 |
| 21-12 |                   | 極光的彼岸 （殺手來訪）                    | 竹内啓雄   | 桑原智   | 鈴木卓夫 | 中川航            |          | 不適用 |
| 21-13 |                   | 皮諾可，回日本去！ （皮諾可愛你）          | 森田眞由美 | 西田正義 | 西田正義 | 齊藤圭太 篠原隆   | 西田正義 | - 亞爾 （愛河里花子／詹雅菁／李致林、林元春（幼年）） - 妮可 （丸山美紀／董錦萍／曹啟謙）                                             |
| 21-14 |                   | 恐怖的PHOENIX病 （黑傑克病）               | 桑原智     | 森田浩光 | 堀内直樹 | 松田芳明 安藤幹彥 | 瀨谷新二 | - 瑪麗 （金井美香／詹雅菁／何璐怡） - 吉爾 （中村千絵／汪世瑋／袁淑珍）                                                               |
| 21-15 |                   | BJ父親的真相 （骨肉）                      | 手塚眞     | 手塚眞   | 竹内啓雄 | 杉野昭夫          |          | 不適用 |
| 21-16 |                   | 向毀滅挑戰 （應得的機會・腫瘍剋星）        | 加藤陽一   | 吉村文宏 | 吉村文宏 | 內田裕            |          | - 局員 （長嶝高士／魏伯勤／雷霆） - 作業員 （吉野貴宏／吳文民／雷霆）                                                                 |
| 21-17 |                   | 生命的尊嚴 （百分之九九‧九的水・第二個人） | 隅沢克之   | 桑原智   | 吉村文宏 | 片山美雪          |          | - クラーク （菅原淳一／孫中台／林保全）                                                                                               |

## 主題曲
- 歌手團體： 眾家藝人 (Various artists)
- 專輯名稱： 怪醫黑傑克 主題曲最精選（Black Jack Best Album）
- 發行公司： 愛貝克思（Avex）
- 發行日期： 2006年11月17日
- 類　　別： 影視配樂·卡通漫畫配樂

片頭曲
| #   | 歌名                               | 歌手             | 備註                         |
| --- | ---------------------------------- | ---------------- | ---------------------------- |
| OP1 | 月光花（Black Jack Mix）           | 聖女貞德樂隊（Janne Da Arc） | 西田正義（karte00～karte28） |
| OP2 | Here I Am                          | 地球樂團（globe）     | 瀨谷新二（karte29～karte51） |
| OP3 | Fantastic 夢幻繽紛                 | 鈴木亞美（鈴木亜美）     | 瀨谷新二（karte52～karte61） |
| OP4 | Destiny 太陽花（Black Jack 21Mix） | 島谷瞳（島谷ひとみ）       | 瀨谷新二（21-1～21-17）      |
片尾曲
| #   | 歌名                                                     | 歌手         | 備註                         |
| --- | -------------------------------------------------------- | ------------ | ---------------------------- |
| ED1 | 上等黑毛日本牛鹽烤牛舌680圓                              | 大塚愛 （大塚愛）  | 神村幸子（karte00～karte28） |
| ED2 | clover 幸運草                                            | 島袋寬子（） | 瀨谷新二（karte29～karte51） |
| ED3 | Careless Breath                                          | 放浪兄弟（EXILE） | 神村幸子（karte52～21-08）   |
| ED4 | Silence whispers 寂靜私語 （Black Jack Special Edition） | TRF （TRF）     | 內田裕（21-09～21-17）       |
插入曲
| #   | 歌名                    | 歌手                     | 備註 |
| --- | ----------------------- | ------------------------ | ---- |
| IN1 | 重溫舊語 (もう一度君に) | 陀飛輪樂隊（日语：Tourbillon (バンド)）（） |      |

## 2小時特別篇

### 怪醫黑傑克2小時特別篇 ～4個生命奇蹟～
《怪醫黑傑克2小時特別篇 ～4個生命奇蹟～》（ブラック・ジャック2時間スペシャル 〜命をめぐる4つの奇跡〜）是因《怪醫黑傑克》30週年以及讀賣電視台開播45週年的紀念作品。分為四個故事。手塚真監督。主題歌為B'z「ROOTS」。主題曲是松本孝弘「THE THEME OF B.J.」。
配音人員
| 角色       | 配音     | 配音   |
| 角色       | 日本     | 臺灣   |
| ---------- | -------- | ------ |
| 黑傑克     | 大塚明夫 | 曹冀魯 |
| 皮諾可     | 水谷優子 | 楊凱凱 |
| 梅旭齋哲   | 富田耕生 | 梁興昌 |
| 本間久美子 | 川瀬晶子 | 傅其慧 |
| 本間丈太郎 | 阪脩     | 孫中台 |

- Karte1：醫生在哪裡？（医者はどこだ）

亞克德是有錢有勢的尼可拉的獨子，驕縱的他在開車狂飆時受到重傷，醫院傾全力也無法醫治他尼可拉利用管道找到了黑傑克 , 黑傑克表示如果有人願意捐出身體也許可以救活他，沒想到這個可憐的受害者就是當時目睹亞克德車禍，孝順有為的年青人戴比，連皮諾可也不認同黑傑克為了錢出賣了自己的靈魂……
| 角色                  | 配音                    | 配音                |
| 角色                  | 日本                    | 臺灣                |
| --------------------- | ----------------------- | ------------------- |
| 尼可拉 ニクラ         | 德丸完                  | 李香生 （特別出演） |
| 亞克德 アクド         | 森久保祥太郎            | 劉傑 （特別出演）   |
| 戴比 デビィ           | 保志總一朗              | 李景唐 （特別出演） |
| 戴比的母親 デビィの母 | 百百麻子                | 楊凱凱              |
| 刑警                  | 青森伸                  | 孫中台              |
| 尼可拉秘書            | 島田敏                  | 孫中台              |
| 院長                  | 後藤史彥                | 孫中台              |
| 警官                  | 田中一成                | 曹冀魯              |
| 法院旁聽人            | 中田雅之 川瀨晶子       | 孫中台 楊凱凱       |
| 法官                  | 大和田伸也 （特別出演） | 曹冀魯              |

- Karte2：不孝子（勘当息子）

黑傑克醫生與皮諾可原本要去仙台，為有錢公子動刀、沒想到在途中遇上了大雪車子也突然拋錨只好找一戶人家暫住一晚，而這戶人家裡只有一位等待兒子們回來的老婆婆，然而一心盼望兒子們回來為她過六十歲大壽的老婆婆，卻等不到出人頭地的一郎、次郎、三郎三個兒子，只出現她當作已經死的四男四郎……
| 角色        | 配音                | 配音                |
| 角色        | 日本                | 臺灣                |
| ----------- | ------------------- | ------------------- |
| 老婆婆 老婆 | 巴菁子              | 雷碧文 （特別出演） |
| 四郎        | 草尾毅              | 梁興昌              |
| 大嬸        | 津村真琴            | 楊凱凱              |
| 電報員      | 中田雅之            | 梁興昌              |
| 手塚治虫    | 手塚眞 （特別出演） | 曹冀魯              |

- Karte3：U-18全都知道（U-18は知っていた）

U-18是瓦特曼博士一手研發出來的醫療系統，不料U-18卻說自己生病了，必須接受黑傑克醫生的治療，否則她將停止醫療中心內所有病患的生體機能，瓦特曼博士不得已只好請來黑傑克醫生並且答應給他1千萬美金的醫療費……
| 角色       | 配音     | 配音                |
| 角色       | 日本     | 臺灣                |
| ---------- | -------- | ------------------- |
| U-18       | 津村真琴 | 傅其慧              |
| 瓦特曼博士 | 高島雅羅 | 許淑嬪 （特別出演） |
| 管理員     | 澀谷茂   | 賀宇傑              |
| 工程師     | 三戶耕三 | 梁興昌              |

- Karte4：有時候像珍珠（ときには真珠のように）

皮諾可在無意間發現了一把很特別的手術刀，原來這是黑傑克醫生很珍惜的記念品，它來自於黑傑克的救命恩人本間醫生，他就是當年救回重傷的黑傑克的醫生，但是沒想到本間醫生把一把手術刀放在黑傑克的腹中，直到多年後才取出來……
| 角色       | 配音                  | 配音                |
| 角色       | 日本                  | 臺灣                |
| ---------- | --------------------- | ------------------- |
| 年輕護士   | 百百麻子              | 姚敏敏 （特別出演） |
| 年輕醫生   | 加藤浩次 （特別出演） | 于正昌 （特別出演） |
| 年輕醫生   | 山本圭一 （特別出演） | 賀宇傑              |
| 八百屋老闆 | 山本圭一 （特別出演） | 賀宇傑              |

### 播放電視台
| 翡翠台 星期日 00:20－01:20                                                    | 翡翠台 星期日 00:20－01:20                              | 翡翠台 星期日 00:20－01:20                 |
| ----------------------------------------------------------------------------- | ------------------------------------------------------- | ------------------------------------------ |
|                                                                               | 手塚治虫作品-怪醫黑傑克 （2005年3月13日－3月20日）      |                                            |
| 人生交叉點 （2005年1月9日－2月27日）手塚治虫作品-大都會 重播 （2005年3月6日） | 手塚治虫作品-火之鳥 （2005年4月3日－5月15日）           |                                            |
| 翡翠台 星期一 以下時段 1月15日 02:45－03:40 1月22日 02:45－03:45              |                                                         |                                            |
| 七武士（星期日至一） 重播 （2006年11月12日－2007年1月14日）                   | 手塚治虫作品-怪醫黑傑克 重播 （2007年1月15日－1月22日） | 捉鬼天狗幫 重播 （2007年1月29日－4月30日） |
| 翡翠台 星期日 02:15－03:10                                                    |                                                         |                                            |
| 魔剎 重播 （2007年4月22日－2008年1月27日）                                    | 手塚治虫作品-怪醫黑傑克 重播 （2008年2月17日－2月24日） | — 【動畫時段取消】                         |

## 動畫電影

### 怪醫黑傑克 兩位神秘醫師
《怪醫黑傑克 兩位神秘醫師》（ブラック・ジャック ふたりの黒い医者）是於2005年12月17日上映的93分鐘的劇場動畫，本作是由TV版的動畫團隊製作。在臺灣此片曾在台視、衛視電影台播放。另有同場加映《Dr.皮諾可的森林的冒險》（Dr.ピノコの森の冒険）。
配音人員
| 角色                  | 配音                       | 配音                  | 配音                  |
| 角色                  | 日本                       | 臺灣                  | 香港                  |
| 原作・動畫本篇角色    | 原作・動畫本篇角色         | 原作・動畫本篇角色    | 原作・動畫本篇角色    |
| --------------------- | -------------------------- | --------------------- | --------------------- |
| 黑傑克                | 大塚明夫 百百麻子（童年）  | 曹冀魯 楊凱凱（童年） | 陳欣 雷碧娜（童年）   |
| 皮諾可                | 水谷優子                   | 楊凱凱                | 梁少霞                |
| 奇利柯                | 鹿賀丈史 若本規夫（僅PV）  | 孫誠                  | 雷霆                  |
| 拉格                  | 石井真                     |                       |                       |
| 友引警官              | 内海賢二                   | 賀宇傑                | 陳永信                |
| 梅旭齋哲              | 富田耕生                   | 吳文民                | 源家祥                |
| 本間久美子            | 川瀨晶子                   | 傅其慧                | 張頌欣                |
| 和登                  | 小野涼子                   | 董錦萍                | 林元春                |
| 寫樂                  | 佐藤佑子                   | 董錦萍                | 黃麗芳                |
| 馮二齊                | 小林清志                   | 孫誠                  | 張炳強                |
| 琵琶丸                | 野澤那智                   | 賀宇傑                | 陳永信                |
| 間美緒                | 兵藤真子                   | 董錦萍                | 黃玉娟                |
| 本作角色              |                            |                       |                       |
| 洛克 ロック           | 石垣佑磨 尤加奈（童年）    | 賀宇傑 傅其慧（童年） | 黃榮璋 黃玉娟（童年） |
| 小綠 ミドリ           | 平山綾                     | 傅其慧                | 曾佩儀                |
| 匹克                  | 笹沼晃                     | 吳文民                |                       |
| 達博利夏克            | 江川央生                   | 孫誠                  |                       |
| 吉拉(女殺手)          | 深見梨加                   | 傅其慧                |                       |
| 吉爾(男殺手)          | 石井康嗣                   | 孫誠                  |                       |
| 博士                  | 青野武                     | 吳文民                | 招世亮                |
| Goa                   | 大和田伸也                 | 曹冀魯                |                       |
| 古德曼先生            | 有本欽隆                   | 吳文民                | 林保全                |
| 波利                  | 丸山美紀                   |                       |                       |
| 其他角色              |                            |                       |                       |
| 小友                  |                            | 董錦萍                | 張頌欣                |
| 小友的母親            |                            | 傅其慧                | 蔡惠萍                |
| 母親                  | 伊藤美紀                   | 傅其慧                | 沈小蘭                |
| 哥哥                  | 緒方惠美                   | 賀宇傑                | 黃玉娟                |
| 妹妹                  | 柚木涼香                   | 董錦萍                | 曾佩儀                |
| 醫生                  | 川津泰彦                   | 曹冀魯                |                       |
| 急救隊員              | 菅原淳一 三戶耕三 小野大輔 | 賀宇傑 吳文民 孫誠    |                       |
| 過路人                | 菊丸文太                   |                       |                       |
| 黑田醫師              | 黑田有                     | 吳文民                |                       |
| 陣内隊員              | 陣内智則                   |                       |                       |
| 服務生                | 手塚千以子                 | 傅其慧                | 張頌欣                |
| Dr.皮諾可的森林的冒險 |                            |                       |                       |
| 尤尼柯 ユニコ         | 手塚留美子                 |                       |                       |
| 龍 ドラゴン           | 鈴木任紀 （Kyaeen）        |                       |                       |
| 熊 イノシシ           | 天野博之 （Kyaeen）        |                       |                       |
| 旁白                  | 竹下景子                   |                       |                       |